# Paulino de Iorque
Paulino de Iorque foi um missionário romano e o primeiro bispo de Iorque.[nota a] Membro da missão gregoriana enviada em 601 pelo Papa Gregório I para cristianizar os anglo-saxões de seu paganismo, Paulino chegou na Inglaterra em 604 com o segundo grupo de missionários. Pouco se sabe sobre as atividades dele nas duas décadas seguintes.
Após alguns anos em Kent, Paulino foi consagrado bispo por volta de 625. Ele acompanhou Etelburga de Kent, irmã do rei Eadbaldo de Kent, em sua viagem à  Nortúmbria para se casar com o rei Eduíno da Nortúmbria. Lá, Paulino eventualmente conseguiria converter Eduíno ao cristianismo. Paulino também converteu diversos dos súditos dele e construiu algumas igrejas. Uma das mulheres que batizou, Hilda de Whitby, se tornaria santa. Depois da morte de Eduíno em 633, Paulino e Etelburga saíram da Nortúmbria, deixando para trás um membro do clero de Paulino, Tiago, o Diácono. Paulino retornou para Kent, onde se tornou bispo de Rochester. Após sua morte, em 644, Paulino passou a ser venerado como santo.

## Primeiros anos
Paulino era um monge de Roma que foi enviado para o Reino de Kent pelo papa Gregório I em 601, juntamente com Melito e outros, como parte do segundo grupo de missionários enviado pela Igreja para converter os anglo-saxões ao cristianismo. Era, provavelmente, um italiano de nascença. Este segundo grupo de missionários chegou em Kent por volta de 604, mas pouco se sabe sobre as atividades seguintes de Paulino até sua viagem à  Nortúmbria.
Paulino permaneceu em Kent até 625, quando foi consagrado bispo por Justo, o arcebispo de Cantuária, em 21 de julho. Ele então acompanhou Etelburga, a irmã do rei Eadbaldo, até a Nortúmbria, onde ela se casaria com o rei Eduíno. Uma condição para o casamento fora a promessa do rei de que permitiria que Etelburga continuasse professando o cristianismo se ela assim escolhesse. Beda, em escritos do século VIII, reporta que Paulino desejava converter os nortúmrbrios, assim como fornecer serviços religiosos para a nova rainha.
Há alguns conflitos nos relatos de Beda em relação à data do casamento de Etelburga, uma vez que cartas papais ainda existentes enviadas a Eduíno, urgindo-o a se converter, implicam que Eadbaldo já teria se convertido, o que conflita com a cronologia apresentada por Beda. O historiador D. P. Kirby argumenta que Paulino e Etelburga devem, portanto, terem ido à Nortúmbria antes de 624 e que Paulino teria viajado não como bispo, mas como padre, retornando mais tarde para ser consagrado. O historiador Henry Mayr-Harting concorda com esta lógica. Outro historiador, Peter Hunter Blair, argumenta que Etelburga e Eduíno se casaram antes de 625, mas que ela só se mudou para a Nortúmbria após essa data. Se os argumentos de Kirby estiverem corretos, então a data da consagração de Paulino precisa ser modificada em um ano, para 21 de julho de 606.
Beda descreve Paulino como "um homem de alta estatura, um tanto curvado, com cabelos negros e o rosto magro, um nariz torto e fino, com um aspecto tanto venerável quanto admirável". Beda provavelmente obteve esta descrição de Tiago, o Diácono, um dos colegas de Paulino, que ainda estava vivo na época de Beda.

## Bispo de Iorque

Mapa dos reinos ingleses (c. 600)

Beda relata que Paulino contou a Eduíno que o nascimento de sua filha com Etelburga na Páscoa de 626 foi uma consequência das orações de Paulino. O nascimento coincidiu com uma fracassada tentativa de assassinato contra o rei por um grupo de saxões ocidentais de Wessex. Eduíno prometeu se converter ao cristianismo e permitir que sua filha, Eanfleda, fosse batizada caso ele obtivesse uma vitória contra o Reino de Wessex. Ele não cumpriu a promessa imediatamente após seu sucesso militar contra os saxões ocidentais, se convertendo apenas quando Paulino lhe revelou o significado de um sonho que ele teve antes de ascender ao trono, durante seu exílio na corte do rei Redualdo da Ânglia Oriental. Neste sonho, de acordo com Beda, um estranho contou a Eduíno que o poder seria dele no futuro quando alguém colocasse as mãos sobre sua cabeça. Conforme Paulino revelava o significado do sonho para Eduíno, ele ia colocando suas mãos sobre a cabeça do rei, o que era a prova que Eduíno precisava para se converter. Uma hagiografia do Papa Gregório I, datada do final do século VII, alega que Paulino era o estranho da visão, algo que, se verdadeiro, sugere que Paulino teria passado algum tempo na corte de Redevaldo. Contudo, Beda não menciona nenhuma visita deste tipo.
É improvável que tenha sido algum evento sobrenatural ou somente a persuasão de Paulino que provocaram a conversão de Eduíno. Os nobres nortúmbrios se mostravam favoráveis a isso e o rei também recebeu cartas do Papa Bonifácio V urgindo-o a se converter. Após ser convencido, Eduíno e muitos de seus seguidores foram batizados em Iorque em 627. Segundo um relato, durante uma estadia com Eduíno e Etelburga no palácio real em Yeavering, Paulino passou 36 dias batizando os recém convertidos. Paulino também era um missionário ativo no Reino de Linuis e suas atividades missionárias ajudaram a definir os limites da autoridade real de Eduíno.
O plano do Papa Gregório era de que Iorque se tornasse a segunda sé metropolitana, e assim Paulino estabeleceu a sua igreja lá. Embora tenha sido construída em pedra, nenhum traço dela jamais foi encontrado. Paulino também construiu diversas igrejas nas terras reais. Sua igreja em Lincoln foi identificada como sendo a fase mais antiga da construção da igreja de São Paulo no bairro de Bail. Entre os que foram consagrados por Paulino estão Hilda, que se tornaria a abadessa fundadora da Abadia de Whitby. e sua sucessora, Eanfleda, filha de Eduíno. Como único bispo romano na Inglaterra, Paulino também consagrou outro missionário gregoriano, Honório, como arcebispo de Cantuária após a morte de Justo, em algum momento entre 628 e 631.

## Bispo de Rochester

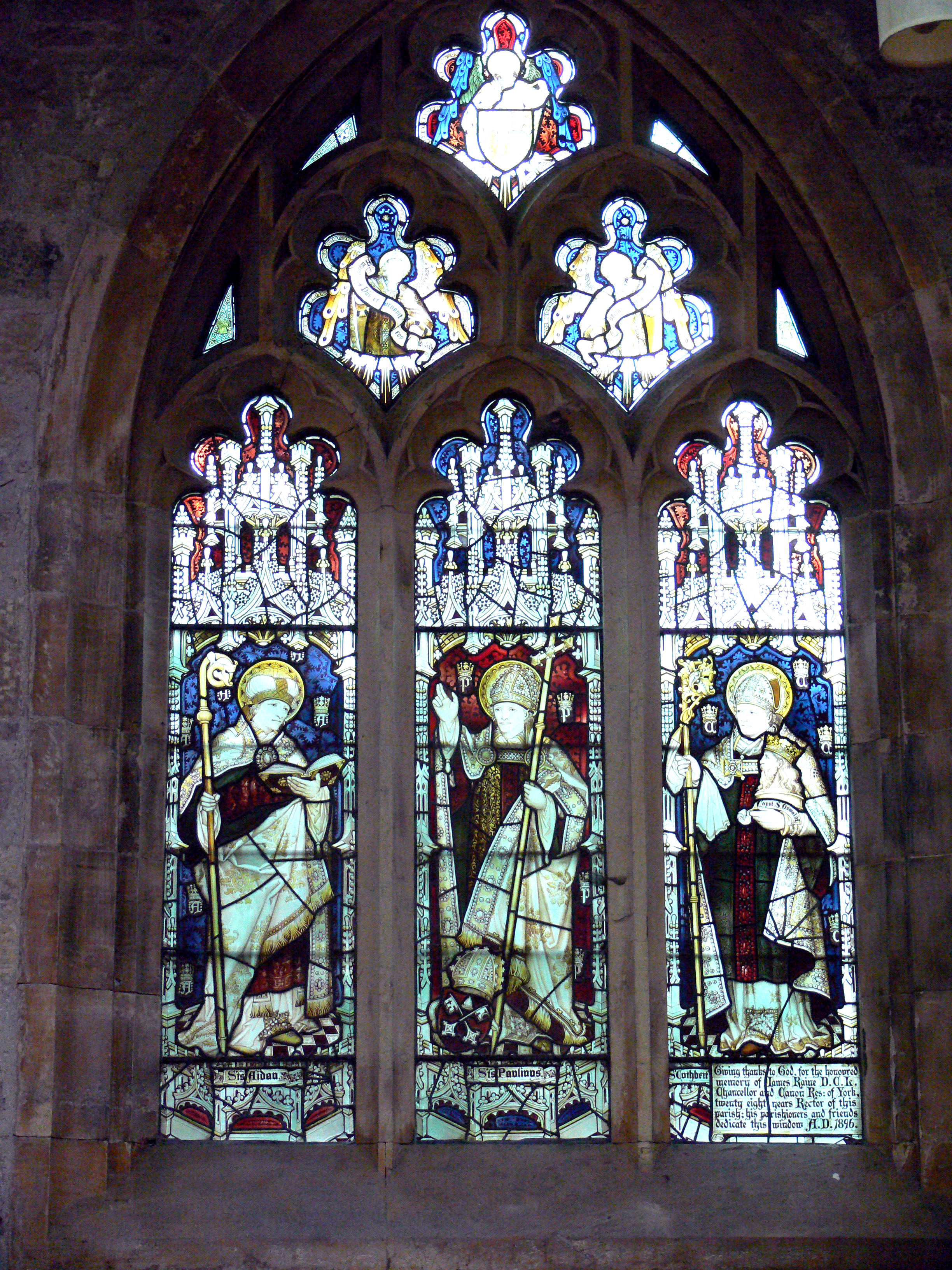
Edano de Lindisfarne, Paulino de Iorque e São Cuteberto.
Vitral na Igreja de Todos os Santos, em Iorque

Eduíno foi derrotado pelos galeses e morreu na Batalha de Hatfield Chase, tradicionalmente no dia 12 de outubro de 633. Um problema com a data desta batalha é que o Papa Honório I escreveu em junho de 634 para Paulino e para o arcebispo Honório, dizendo que estava enviando o pálio, o símbolo que o papa oferece aos arcebispos, para cada um deles. A carta do papa não dá nenhuma indicação de que notícias sobre a morte de Eduíno haviam chegado à Roma, quase nove meses depois da suposta data da batalha. O historiador D. P. Kirby argumenta que a falta desta indicação é indicativo de que a batalha teria ocorrido provavelmente em 634.
A derrota e a morte de Eduíno provocaram a fragmentação de seu reino em pelo menos duas partes. Levaram também a um acentuado declínio do cristianismo na Nortúmbria, quando os sucessores imediatos de Eduíno reverteram a religião oficial para o paganismo. Embora o diácono de Paulino, Tiago, tenha permanecido no local, lutando para reconstruir a missão romana, a viúva de Eduíno decidiu retornar para Kent. Paulino seguiu com ela, levando o filho e a filha de Eduíno e e Etelburga, assim como um dos netos do finado rei. Os dois garotos seguiram para a segurança do continente, se hospedando na corte do rei Dagoberto I. Etelburga, Eanfleda e Paulino permaneceram em Kent, onde Paulino recebeu a sé episcopal (bispado) da diocese de Rochester, título que manteve até a morte. Como o pálio chegou até Paulino somente depois de sua fuga de Iorque, este foi inútil para ele.

## Morte e veneração
Paulino morreu em 10 de outubro de 644 em Rochester,[nota b] sendo enterrado na sacristia da igreja local. Seu sucessor em Rochester foi Itamar, o primeiro inglês consagrado para uma sé fundada pela missão gregoriana. Após a morte de Paulino, ele foi reverenciado como santo, tendo como festa litúrgica o dia 10 de outubro. Quando uma nova igreja foi construída em Rochester na década de 1080, suas relíquias, ou restos mortais, foram transladados para um novo templo. Havia também santuários dedicados a Paulino em Cantuária, além de pelo menos cinco igrejas dedicadas a ele. Embora Rochester tivesse também algumas das relíquias de Paulino, a promoção de seu culto parece ter ocorrido após a conquista normanda da Inglaterra. Atualmente, Paulino é considerado santo tanto pela Igreja Católica Romana quanto pela Comunhão Anglicana.
Os esforços missionários de Paulino são difíceis de serem avaliados. Beda implica que a missão à Nortúmbria foi um sucesso, mas há pouca evidência a favor disso, sendo mais provável que os esforços de Paulino tenham sido relativamente irrelevantes. Embora Osrico, um dos sucessores de Eduíno, tenha sido convertido ao cristianismo por Paulino, ele retornou ao paganismo após a morte de Paulino. Hilda, porém, permaneceu cristã e eventualmente se tornou abadessa da influente Abadia de Whitby. A conversão da Nortúmbria ao cristianismo seria finalmente conseguida através da missão hiberno-escocesa, formada por missionários irlandeses da Abadia de Iona, trazidos à região por um sucessor de Eduíno, Osvaldo.